# Rhodeus sericeus
Rhodeus sericeus è un piccolo pesce d'acqua dolce della famiglia dei Cyprinidae.

## Distribuzione e habitat
Questo pesce è diffuso nel continente europeo, nella zona compresa tra i Pirenei e le Alpi, Scandinavia e arcipelago britannico escluso.
Originariamente assente dalle acque italiane vi è stato immesso negli anni '90 del secolo scorso ambientandosi perfettamente nel bacino del fiume Po.
Abita le acque dolci lente o ferme, basse con fondi sabbiosi e abbondante vegetazione acquatica.

## Alimentazione
R. sericeus si nutre di piccoli crostacei, vermi, larve di insetti e piante acquatiche.

## Sottospecie o specie affini?
Nel corso degli anni diversi naturalisti hanno classificato esemplari di Rhodeus sericeus come altre specie o sottospecie:
- Rhodeus sericeus amarus  	(Bloch, 1782)
- Rhodeus sericeus sericeus 	(Pallas, 1776)
- Rhodeus sericeus sinensis 	(Günther, 1868)

Viste le difficoltà nel distinguere le specie, escludendo l'analisi del DNA, spesso Rhodeus amarus, Rhodeus sinensis e Rhodeus sericeus sono confuse tra loro.

## Bibliografia

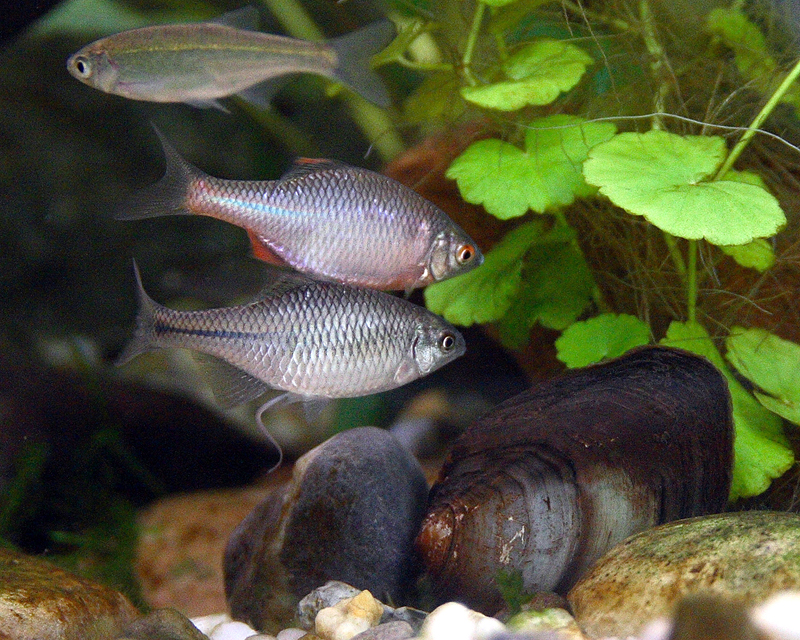
Alcuni esemplari in procinto di deporre le uova